# Die kleine Meerjungfrau (Märchen)

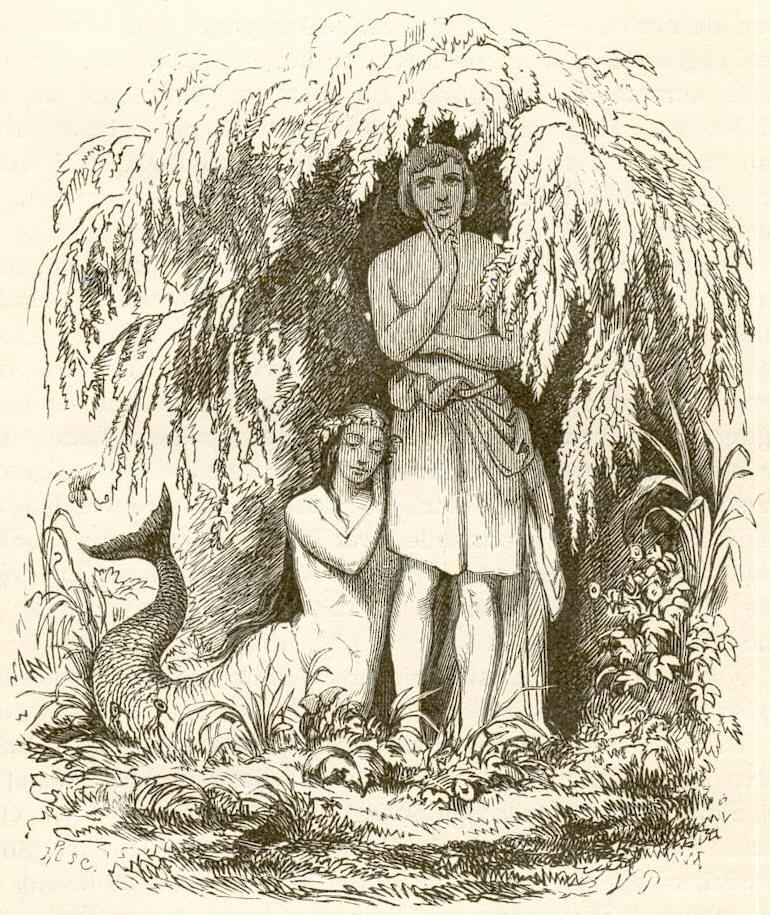
Erste Illustration von Vilhelm Pedersen (1849)

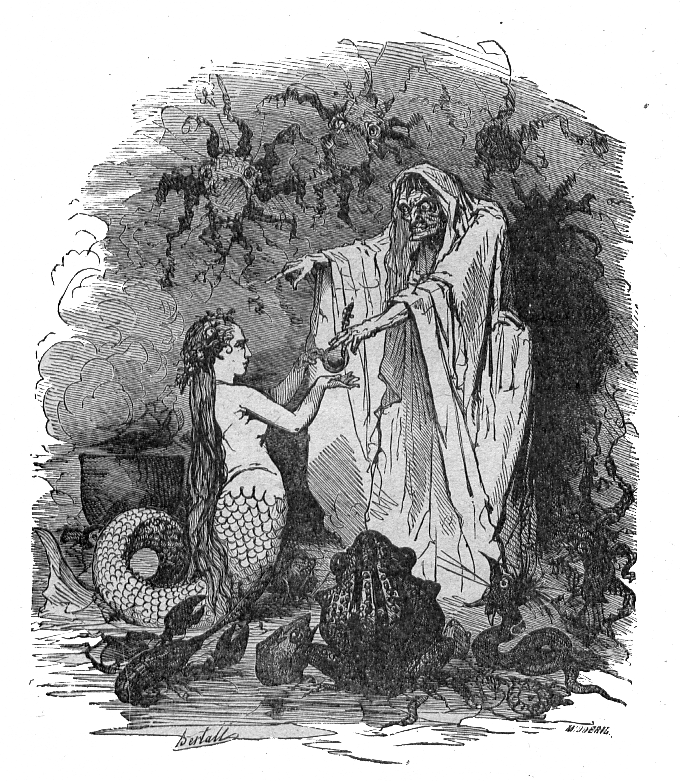
Illustration von Bertall (1856)

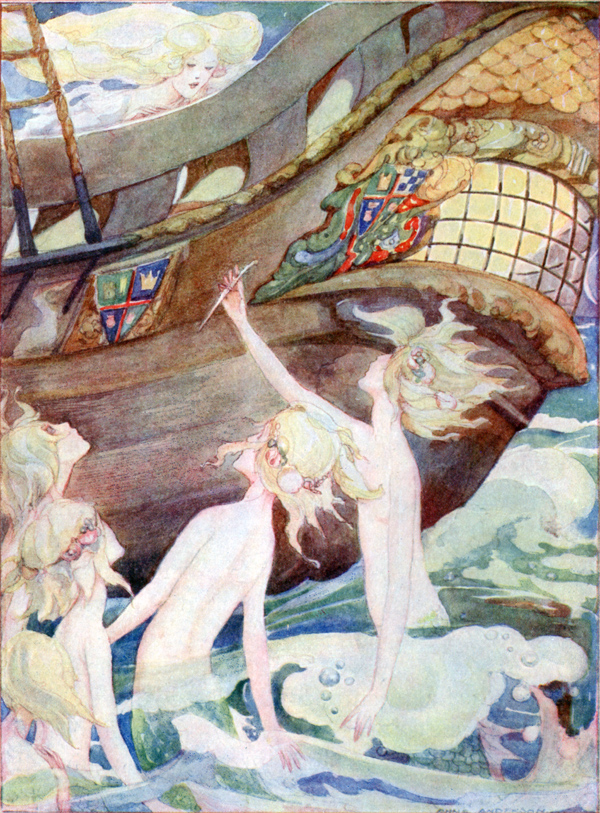
Illustration von Anne Anderson (1920er Jahre)

Die kleine Meerjungfrau (dänisch Den lille Havfrue) ist ein Kunstmärchen des dänischen Schriftstellers Hans Christian Andersen von 1837. Es basiert auf der Sage der Undine.

## Inhalt
Die kleine Meerjungfrau ist die jüngste und anmutigste der sechs Töchter des Meerkönigs. Sie hat, wie alle Meermenschen, keine Füße, sondern einen Fischschwanz. Sie besitzt als einzige die Marmorstatue eines Jünglings, welche im Meer versunken ist. Durch Erzählungen von der Oberfläche („Die Blumen duften und die Fische [= Vögel] singen wunderbar“) weckt ihre Großmutter weiter die Sehnsucht nach der Menschenwelt. Mit fünfzehn Jahren dürfen die Töchter nachts hinauf und am Strand liegen – die älteren Schwestern erzählen ihr Wunderdinge von der lärmenden beleuchteten Stadt, den Vögeln, dem Sonnenuntergang, Kindern und Eisbergen. Als sie endlich selbst das Alter erreicht, steigt sie empor und beobachtet die Matrosen auf einem Schiff – am besten gefällt ihr aber der Prinz mit den dunklen Augen, der gerade seinen sechzehnten Geburtstag feiert. Als das Schiff wegen eines Sturms sinkt, erinnert sich die Meerjungfrau, dass Menschen nur tot auf den Meeresgrund gelangen können, und bringt den Prinzen an den Strand.
Sie beobachtet, wie ein Mädchen ihn findet, und ist traurig, dass sie sich anlächeln – der Prinz weiß schließlich nicht, wer ihn gerettet hat. Die Meerjungfrau findet heraus, wo das Schloss steht, und besucht die Gegend immer wieder. Sie erfährt, dass die Meermenschen im Gegensatz zu den normalen Menschen keine Seele besitzen, die nach ihrem Tod in die Luft aufsteigt – die einzige Möglichkeit, eine solche zu erlangen, ist, von einem Menschen geliebt zu werden. So begibt sie sich zur Meerhexe, die sie bisher stets fürchtete, und lässt sich einen Trunk brauen, der ihr Beine wachsen lässt statt ihres Fischschwanzes. Die Verwandlung ist jedoch unumkehrbar – sie wird nie wieder zu ihrem Vater und ihren Schwestern zurückkehren können. Falls sich der Prinz nicht in sie verliebt, bekommt sie keine unsterbliche Seele und wird zu Schaum auf dem Meere werden. Außerdem muss sie ihre Stimme hergeben. Stumm trifft sie also den Prinzen und wird von ihm in sein Schloss geführt.
Dort bleibt sie bei ihm, aber der Prinz liebt nur das unbekannte Mädchen, das er am Strand sah und für seine Retterin hält. Später stellt sich heraus, dass dieses Mädchen die Prinzessin des Nachbarkönigreichs ist, und der Prinz heiratet sie. Da der erste Sonnenstrahl nach seiner Hochzeitsnacht der kleinen Meerjungfrau den Tod bringen soll, geben ihre Schwestern ihr den Rat, den Prinzen zu töten: Das würde sie wieder in ein Meerwesen verwandeln und sie retten. Sie bringt es aber nicht fertig, springt ins Wasser und löst sich in Schaum auf. Dabei stirbt sie jedoch nicht, sondern verwandelt sich in einen Luftgeist. Damit hat sie die Möglichkeit, durch gute Handlungen eine unsterbliche Seele zu erlangen und so an dem „ewigen Glück der Menschen“ teilzuhaben.

## Interpretation
Meerjungfrauen tauchen als Naturgeister und mythische Wasserwesen auch in vielen Volksmärchen auf, insbesondere in den keltischen Märchen, die auch Andersen gekannt hat. Wie in dem Märchen von der kleinen Meerjungfrau sind die weiblichen Wasserwesen auch in den Volksmärchen häufig mit der unglücklichen Liebe zwischen Menschen und den verführerisch-schönen Bewohnerinnen des Meeres, der Seen und Flüsse verbunden. Meerjungfrauen sind von unvergleichlicher Schönheit, haben magische Kräfte und sind unsterblich, es sei denn, sie lassen sich auf eine Verbindung zu einem Menschen ein, die aber, wie in diesem Märchen, (fast) nie dauerhaft gelingt.
Brigitte Engel versteht das Märchen vor dem Hintergrund der Tiefenpsychologie C. G. Jungs als eine Erzählung, in der es um die Individuation gehe. Sie thematisiere die Bedeutung von Opfer, Wandlung und Wiedergeburt zur Selbstverwirklichung. Der Entwicklungsgang verlaufe dabei über die Stufen des Wassers, der Erde, der Luft bis hin ins Jenseits als das höchste Ziel des Selbst.
Ebenfalls aus psychoanalytischer Sicht interpretiert Eugen Drewermann das Märchen als ein Missglücken der gegenseitigen Erlösung in der Liebe.
Nach Werner Spies tauche der Leser bei der kleinen Meerjungfrau mit den Leiden, die das Mädchen um der Menschwerdung willen auf sich nimmt, in ein beklemmendes Geschehen ein. Der Leser wehre sich gegen die Irrealität und werde doch von den glaubhaft geschilderten Bildern der Unterwasserwelt eingenommen. Die Nixe hebe die Gesetze der Welt auf, um den fernen Prinzen vor dem Ertrinken zu retten und weil man dem Kind von der unsterblichen Seele der Menschen erzählt habe. Schließlich löse sich alles in Schaum auf, doch anstelle von Tod und Vergessen werde ein unausrottbarer Schmerz für den Rest des Lebens installiert.
Schon früh wurde das Märchen autobiografisch mit der vermuteten unglücklichen Homosexualität Andersens in Verbindung gebracht. Auch mehrere Literaturwissenschaftler haben sich dieser Sichtweise angenommen. Als heimlicher Geliebter Andersens wird Edvard Collins angenommen, vor dessen Hochzeit er geflohen war, als er das Märchen verfasst hatte. Setzt man dies voraus, so kann man folgende Interpretation wagen: Sowohl im Märchen als auch in der Realität war es unmöglich, dem Traumprinzen die Liebe zu gestehen. Im Märchen, weil die Stimme genommen wurde, in der Realität wegen der Tabuisierung der Homosexualität. Sowohl im Märchen als auch in der Realität vermählte sich der Angebetete mit jemand Anderem. Laut Hans Mayer handele das Märchen damit von einer Liebe, die nicht erwidert werden kann, weil sie sich nicht zu erkennen geben kann. Die ungestandene und unerwiderte Liebe erscheint aber gerade deshalb gerecht vor Gott, weshalb die Protagonistin ewiges Heil erlangt. Auch in Heinrich Deterings Buch über die literarische Produktivität des Verbotenen dient Andersens Kleine Seejungfrau als eine von mehreren Fallstudien, wie Autoren das Tabu der eigenen Homosexualität literarisch umsetzen.

## Rezeptionen

### Musik
- Eugen d’Albert: Seejungfräulein. Op. 15 (1897)
- Antonín Dvořák: Rusalka. Op. 114 (1900)
- Alexander von Zemlinsky: Die Seejungfrau. Fantasie für Orchester (1902/03; UA Wien 1905)
- Germaine Tailleferre: La Petite Siréne. Oper in drei Akten nach der Librettofassung des Andersen-Stoffs von Philippe Soupault von 1957
- Lera Auerbach: The Little Mermaid. Ballett von 2004/2007
- Lior Navok: Die kleine Meerjungfrau für Erzähler und Kammerensemble / Orchester 2006
- EXO (südkoreanische boy-group): Thematisieren in ihrem song Baby don’t cry aus ihrem Album XOXO (2013) das dänische Märchen der kleinen Meerjungfrau.
- Corvus Corax: Havfru im Album Sverker (2011)
- Akos Hoffmann: Die kleine Meerjungfrau. Musikmärchen nach dem Text von Hans Christian Andersen.
- FoLLoW (japanische Band): Der Song Ningyohime (人魚姫) aus dem Album Yougenkyou – West – Vol. 3 – Survive as an Innovator (2016) ist von der kleinen Meerjungfrau inspiriert.
- Bijan Azadian: Die kleine Meerjungfrau. Varieté-Musical (UA: 2017 Wintergarten Varieté Berlin)
- Jherek Bischoff, Andersens Erzählungen. Schauspieloper (UA: Theater Basel 27. September 2019)

### Bildende Kunst

Die Skulptur der Kleinen Meerjungfrau im Hafen von Kopenhagen

- Die Statue Kleine Meerjungfrau ist das Wahrzeichen von Kopenhagen.

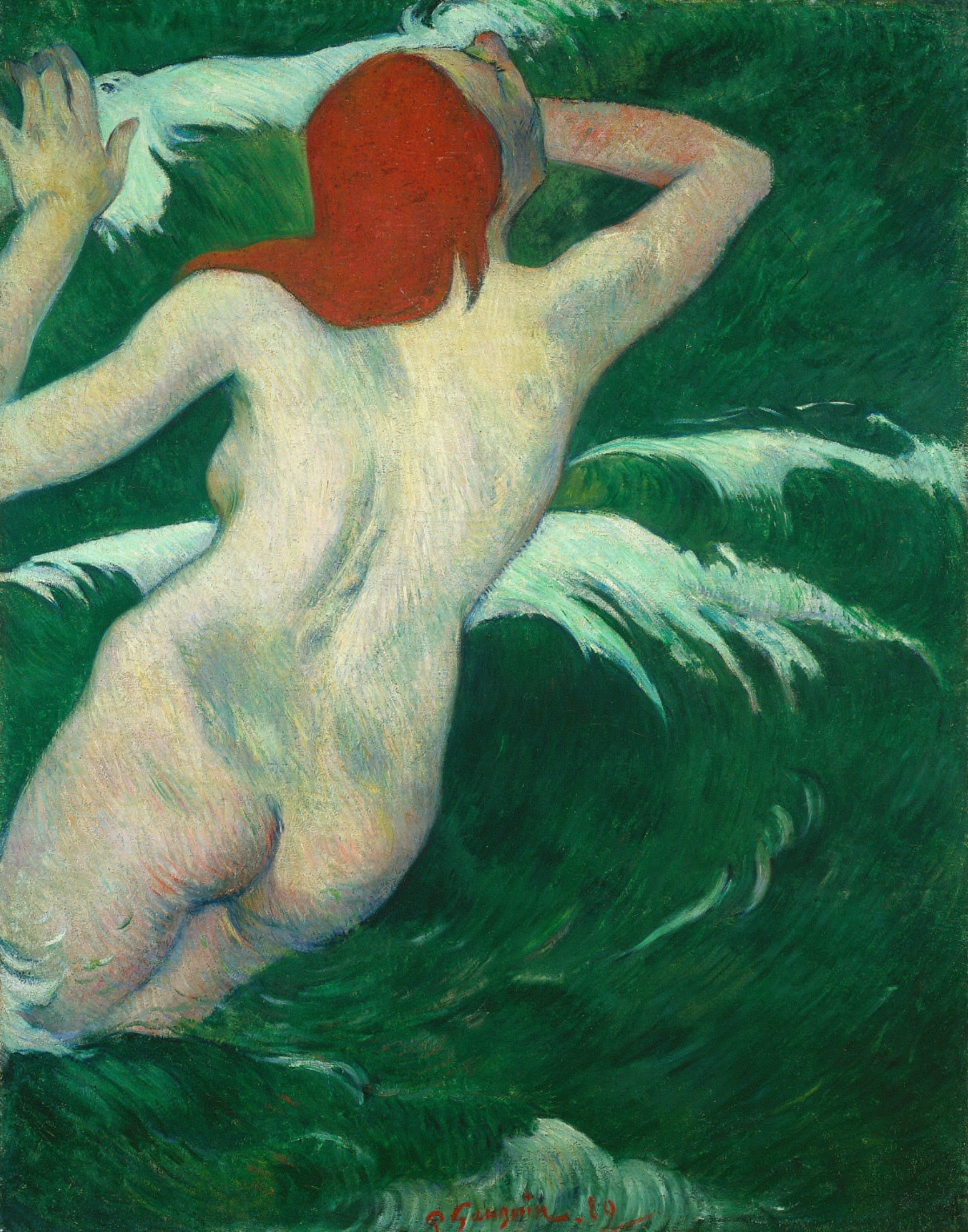
Paul Gauguin: Undine (1889)

- Über alle Märchenillustration hinaus hat Edvard Munch 1896 ein Bild von einer Seejungfrau geschaffen, das zugleich eine große psychologische Eigenständigkeit aufweist: Das Mädchen aus der See.[8] Dieses Munch-Bild steht teilweise auch in der Bildtradition von Paul Gauguins Undine.
- Berühmte Märchenillustrationen zu Andersens kleiner Meerjungfrau stammen von Arthur Rackham, Ivan Bilibin, Edmund Dulac, Harry Clarke, Heinrich Lefler,[9] Paul Hey, Franz Wacik, Sulamith Wülfing,[10] Jessie Marion King und Lisbeth Zwerger.

### Verfilmungen
Es gibt viele filmische Bearbeitungen dieses Stoffes, zum Beispiel:
- 1961: The Little Mermaid, USA, Regie: Robert B. Sinclair mit Shirley Temple
- 1971: Pixi im Wolkenkuckucksheim, japanische Anime-Serie, Folge 31-33: Die kleine Seejungfrau
- 1975: Die kleine Seejungfrau (Andersen Dowa – Ningyo Hime), Japan, Regie: Takuo Noda und Tomoji Katsumata. Diese Verfilmung hält sich stark an das Original von Hans Christian Andersen.
- 1976: Die kleine Meerjungfrau oder Die kleine Seejungfrau (Malá mořská víla), ČSSR, Regie: Zdeněk Liška mit Miroslava Šafránková als Meernixe und Libuše Šafránková. In diesem Märchenfilm treten die Meerjungfrauen mit langen, blauen Gewändern auf. Der Meereskönig erwähnt, dass die Existenz von Schwänzen bei Meerjungfrauen ein dummer Irrglaube der Menschen sei. Allerdings ist die Verwandlung der Nixe mit Menschenbeinen wie bei Andersen ein großes Opfer. Die tragischen Inhalte des Märchens werden, ähnlich der Verfilmung von Bytschkow, dargestellt.
- 1976: Die traurige Nixe oder Die kleine Nixe (Russalotschka, auch Rusalka), Bulgarien/UdSSR, Regie: Wladimir Bytschkow; Die kleine Meerjungfrau mit Vika Novikova als Meermädchen. In der Rahmenhandlung fahren 6 Personen in einer Kutsche. Einer der Fahrgäste erzählt über die sagenhaften Meerjungfrauen. Die Reisenden werden dann in die Figuren des Märchens projiziert. Im Unterschied zu Andersen fordert die Hexe als Opfer der Menschwerdung des Meermädchens jedoch nicht die Stimme der Nixe, sondern ihre verführerischen grünen Haare. Diese Haare besitzen hier die Kraft alles zu betören. Von dem Film existieren Synchronfassungen auf Englisch, Tschechisch und auf Deutsch.
- 1984: Splash – Eine Jungfrau am Haken, USA, die Komödie mit Tom Hanks und Daryl Hannah basiert nur vage auf dem Märchen.
- 1989: Arielle, die Meerjungfrau – USA, Zeichentrickfilm der Walt-Disney-Studios. Dieser Film hat im Gegensatz zum Märchen einen Entscheidungskampf und ein klassisches Happy End, in dem die Meerjungfrau und der Prinz zusammenkommen.
- 2003: WunderZunderFunkelZauber – Die Märchen von Hans Christian Andersen, dänische Zeichentrickserie, Folge 1
- 2007: Alisa, das Meermädchen (Rusalka), Russland, Regie: Anna Melikjan
- 2009: Ponyo – Das große Abenteuer am Meer, Japan, Animefilm der Studio Ghibli, enthält nur wenige Elemente des Märchens.
- 2010: SimsalaGrimm, deutsche Zeichentrickserie, Staffel 3, Folge 46: Die kleine Meerjungfrau
- 2013: Die kleine Meerjungfrau, Deutschland, Märchenfilm der 6. Staffel aus der ARD-Reihe Sechs auf einen Streich
- 2023: Arielle, Die Meerjungfrau, USA
- 2023: Sereia, die kleine Meerjungfrau, USA

### Hörspiele
- 1956: Die kleine Seejungfrau – Produktion: BR – Musik: Horst Platen, Regie: Heinz-Günter Stamm, mit Ingrid Pan, Ingeborg Wutz, Heidi Treutler, Gerda-Maria Klein, Margarete Haagen, Maria Nicklisch, Peter Amens, Fritz Rasp u. a.
- 1958: Die kleine Meerjungfrau – Produktion: WDR – Regie: Edward Rothe, mit Helene Thimig, Nicole Heesters, Luitgard Im, Brigitte Lebaan, Uta Sax, Harry Grüneke, Friedl Münzer, Helmut Griem u. a.
- 1988: Die kleine Seejungfrau – Produktion: Litera – Musik: Wolf Butter, Regie: Werner Buhss, mit Ulrike Krumbiegel, Dagmar Manzel, Simone von Zglinicki, Erik S. Klein, Gudrun Ritter, Elsa Grube-Deister, Frank Lienert, Helmut Müller-Lankow, Katrin Klein, Horst Lebinsky, Wolfgang Müller-Dhein, Holm Gärtner u. a.
- 1988: Der Junge aus Marmor – Produktion: Rundfunk der DDR – Musik: Wolfgang Schoor, Regie: Christa Kowalski, mit Andrea Solter, Barbara Schnitzler, Michael Pan, Hildegard Alex, Marga Legal, Ute Lubosch, Gabriele Zion, Christoph Engel, Achim Petry, Hans Oldenbürger

## Vergleiche
- 14. Jahrhundert: Sage vom Stauffenberger. Elbin, die in einen menschlichen Mann verliebt ist.[11] Der Ritter Stauffenberg wächst mit der Elbin auf, bis sie seine Geliebte wird. Sie stellt die Bedingung, dass er nie heiraten darf. Er verschmäht sogar die Nichte des Königs, gerät aber dann in gesellschaftlichen Druck. Drei Tage nach der Hochzeit stirbt er.
- 19. Jahrhundert: Friedrich de la Motte Fouqué schrieb die Erzählung Undine. Auch in dieser Erzählung heiratet eine Wasserfrau einen Menschen, nämlich den Ritter Huldbrand. Sie erzählt mit bunten und rührenden Worten über ihre Wasserwelt und warnt Huldbrand, dass ihre Leute ihn töten würden, wenn er ihr untreu würde. Obwohl das geschieht, versucht sie, ihn zu schützen, aber vergeblich.
- 20. Jahrhundert: Peter Huchel schrieb ein Naturgedicht über Undine, das in der Diktion an Friedrich de la Motte Fouqué erinnert.
- 20. Jahrhundert Undine geht von Ingeborg Bachmann schildert moderne Eheprobleme anhand der Undine, die symbolisch für die Frau schlechthin steht. Der Mann erscheint in vielerlei Gestalten.